# Waregem
Waregem (vls. Woaregem) – miasto w Belgii, w Regionie Flamandzkim, w prowincji Flandria Zachodnia, w okręgu Kortrijk. Liczy 39 997 mieszkańców (1 stycznia 2024) na powierzchni 44,50 km².
Waregem jest znane z corocznych wyścigów konnych Waregem Koerse na miejscowym hipodromie, którym towarzyszy tydzień festiwali. Wydarzenie to ma miejsce zawsze we wtorek po ostatnim weekendzie sierpnia.

## Podział administracyjny
W skład miasta wchodzą trzy dzielnice (deelgemeente):
- Beveren
- Desselgem
- Sint-Eloois-Vijve (Vive-Saint-Éloi)

## Osoby

### urodzone w Waregem
- Emile Claus, malarz (1849–1924)
- Ann Demeulemeester, projektant mody (1959)
- Erik Derycke, polityk, prawnik, minister (1949)
- Dick Norman, tenisista (1971)
- Willem Putman, pisarz (1900-1954)
- Franky Vandendriessche, bramkarz (1971)
- Peter Vermeersch, kompozytor, klarnecista i producent (1959)
- Marc Waelkens, profesor archeologii (1948)

### Współpraca
Miejscowości partnerskie:
- Golegã, Portugalia
- Jerez de la Frontera, Hiszpania
- Ngarama, Rwanda od 1987 roku
- Pardubice, Czechy
- Saumur, Francja
- Szekszárd, Węgry od 1993 roku
- Wrocław, Polska